# Ichud
Ichud (hebrejsky: איחוד, doslova Jednota) bylo židovské hnutí v mandátní Palestině zaměřené na židovsko-arabskou spolupráci a orientované na  dvounárodnostní řešení, tedy vizi trvalé existence arabsko-židovského, etnicky smíšeného státu.
Jeho předchůdcem byla Liga pro židovsko-arabské sblížení a spolupráci založená na počátku druhé světové války. Sešli se v ní bývalí členové podobně orientovaných skupin jako Brit šalom, Kidma mizracha nebo někteří předáci hnutí ha-Šomer ha-ca'ir a levé frakce Poalej Cijon. Přidali se k ní i někteří jednotlivci ze strany Nová alija či ze strany Mapaj. V březnu 1939 tato nová platforma publikovala sborník nazvaný al-Parašat dar kenu. Přispěl do něj mimo jiné filozof Martin Buber, který jen nedlouho předtím imigroval do Palestiny z nacistického Německa. V následujících letech Liga vydala několik podobných manifestů a prosazovala židovsko-arabskou federaci.
V reakci na přijetí Biltmorského programu, v němž sionistická organizace v roce 1942 posílila svou preferenci pro vznik židovského státu v Palestině, se v rámci Ligy pro židovsko-arabské sblížení a spolupráci v srpnu 1942 zrodila nová skupina nazvaná Ichud. Jejím cílem bylo zamezit vzniku židovského státu a uchovat Palestinu jako smíšený, židovsko-arabský stát. Mezi členy této skupiny byli Judah Leon Magnes, Martin Buber, Chajim Kalwarijski-Margalijot, Moše Smilansky nebo Henrietta Szold. Hnutí se pokoušelo získat podporu i od sefardských Židů či od ultraortodoxních Židů z hnutí Agudat Jisra'el, ale neúspěšně. Ichud vydávalo vlastní periodikum nazvané Be'ajot.
V roce 1946 členové Ichudu Magnes, Buber a Smilansky vystoupili před Anglo-americkým vyšetřovacím výborem, který v mandátní Palestině posuzoval budoucí státoprávní uspořádání země. Odmítali dělení Palestiny a vznik samostatného židovského státu. V tomto duchu vystupovali i před zvláštní komisí Organizace spojených národů UNSCOP. Svými argumenty ale nepřesvědčili. Mnozí z členů Ichudu si zachovali své názory i společenský vliv i po vzniku státu Izrael v roce 1948.